# Roseland (Nova Jersey)
Roseland és una població dels Estats Units a l'estat de Nova Jersey. Segons el cens del 2008 tenia 5.352 habitants.

## Demografia
Segons el cens del 2000, Roseland tenia 5.298 habitants, 2.142 habitatges, i 1.525 famílies. La densitat de població era de 565,1 habitants/km².
Dels 2.142 habitatges en un 26,2% hi vivien nens de menys de 18 anys, en un 60,8% hi vivien parelles casades, en un 7,9% dones solteres, i en un 28,8% no eren unitats familiars. En el 25,7% dels habitatges hi vivien persones soles el 13,4% de les quals corresponia a persones de 65 anys o més que vivien soles. El nombre mitjà de persones vivint en cada habitatge era de 2,47 i el nombre mitjà de persones que vivien en cada família era de 2,99.
Per edats la població es repartia de la següent manera: un 20,6% tenia menys de 18 anys, un 4,2% entre 18 i 24, un 26,3% entre 25 i 44, un 29,2% de 45 a 60 i un 19,7% 65 anys o més.
L'edat mediana era de 44 anys. Per cada 100 dones de 18 o més anys hi havia 82,6 homes.
La renda mediana per habitatge era de 82.499 $ i la renda mediana per família de 93.957 $. Els homes tenien una renda mediana de 61.049 $ mentre que les dones 41.688 $. La renda per capita de la població era de 41.415 $. Cap de les famílies i l'1,7% de la població estaven per davall del llindar de pobresa.

## Poblacions més properes
El següent diagrama mostra les poblacions més properes.